# Carnival Ecstasy
Carnival Ecstasy (ранее до 2007 г. Ecstasy – рус. экстаз) — круизное судно класса «Fantasy», принадлежащее компании Carnival Corporation & PLC и эксплуатируемое оператором Carnival Cruise Lines было построено в 1991 г. в Финляндии на верфи Kvaerner Masa Yards AB в Хельсинки и ходит под панамским флагом, предлагая отпускникам среди прочего три бассейна, разнообразные рестораны, дискотеки, казино и магазины беспошлинной торговли.
Судами-близнецами являются Carnival Fantasy, Carnival Sensation, Carnival Fascination, Carnival Imagination, Carnival Inspiration, Carnival Elation и Carnival Paradise.

## История судна
Судно под заводским номером 480 было построено на верфи Kvaerner Masa Yards AB в Финляндии. Затопление строительного дока состоялось 21 октября 1989 г. и 18 апреля 1991 г. судно было передано заказчику. Первоначально судно называлось Ecstasy и его крёстной матерью стала Кэти Ли Гиффорд (Kathie Lee Gifford). Первоначально судно использовалось для круизов в Карибском бассейне, причём с 2000 г. под панамским флагом. После опустошения, вызванного ураганом Катрина в 2005 г., судно в течение шести месяцев служило жильём для беженцев и спасателей. С 19 сентября по 17 октября 2009 г. судно подверглось модернизации в рамках программы Evolution of Fun. C 22 сентября 2011 г. базовым портом судна является Новый Орлеан.

## Происшествия
- 20 июля 1998 г. после 17:00 на Ecstasy, следовавшего в Ки-Уэст с 2565 пассажирами и 916 членами экипажа борту, возник пожар на кухне в посудомоечной. Через воздуховоды системы кондиционирования воздуха огонь проник на якорную палубу, в результате чего загорелись канаты и возникло сильное задымление. Когда судно достигло рейда в Майами, судно стало неуправляемым, так как вышли из строя и машина и рулевое управление. Капитан вызвал на подмогу ещё несколько судов и силами шести буксиров велось тушение судна и его буксировка. Пожар удалось потушить только в 21:09. Около 60 пассажиров получили лёгкие отравления дымом. Ремонт обошёлся в 17 млн. долларов[2].
- 1 июля 2007 г., прыгнув с палубы Carnival Ecstasy, совершил самоубийство 18-летний латиноамериканец Дэвид Ритчесон (David Ritcheson), ставший за год до этого жертвой праворадикального насилия в США[3].
- 21 апреля 2010 г. (около 12:55 часов по местному времени) судно совершило манёвр с целью уклонения от находящегося в воде объекта вблизи полуострова Юкатан в Мексиканском заливе. В результате резкого манёвра судно накренилось на 12° и 60 пассажиров и один член команды получили ранения. Позже выяснилось, что этим объектом оказался сместившийся со своей позиции и неопознанный радаром затопленный буй[4].
- 27 декабря 2015 г. Член экипажа карибского круизного лайнера погиб, работая на лифте, сообщила компания. Пассажиры на борту  Carnival Ecstasy стали свидетелями ужасающего инцидента в воскресенье вечером, когда передняя часть лифта залила кровью. Мэтт Дэвис и его жена шли на ужин, когда увидели кровавую сцену[источник не указан 1202 дня].
- В ноябре 2020 года лайнер  Carnival Ecstasy при отбытии с Багам получил сигнал бедствия от члена экипажа моторной яхты. Экипаж круизного судна поднял раненого на борт и оказывал медицинскую помощь до тех пор, пока на следующее утро его не забрал самолет береговой охраны США[источник не указан 1202 дня].